# Desognaphosa tribulation
Desognaphosa tribulation is een spinnensoort uit de familie Trochanteriidae. De soort komt voor in Queensland.